# Kožbana
Kožbana este o localitate din comuna Brda, Slovenia, cu o populație de 35 de locuitori.